# 잭 (영화)
《잭》(Jack)은 1996년에 개봉한 앙상블 캐스트 코미디 드라마 영화이며, 로빈 윌리엄스, 다이앤 레인, 제니퍼 로페스, 빌 코스비, 프랜 드레셔, 브라이언 커윈 등이 출연했다. 프랜시스 포드 코폴라가 감독을 맡았다. 윌리엄스는 정상인보다 4배나 빨리 나이를 먹는 프로제리아 형태의 베르너 증후군을 앓고 있는 소년인 잭 파월을 연기했다.

## 줄거리
가장 파티에서 손님 카렌 파월이 진통을 시작하고 남편 브라이언과 친구들에 의해 병원으로 급히 이송된다. 잭이라는 이름의 아기는 임신 10주 만에 태어났음에도 불구하고 만삭처럼 건강한 모습이다. 의학 검사 결과 잭은 정상보다 4배 빠른 속도로 성장하는 독특한 질환을 앓고 있는 것으로 밝혀진다.
10년 후, 10살이 된 잭은 40대 남성의 몸을 가지고 있다. 어느 날, 네 명의 소년들이 집에 괴물이 살고 있다는 소문에 이끌려 집 밖을 배회한다. 잭은 가짜 눈을 슬라임에 담가 창문 밖으로 던져 그들을 쫓아낸다. 잭은 부모님과 개인 교사인 로렌스 우드러프와만 교류하며 은둔 생활을 해왔기에 철부지 같은 모습을 보인다. 로렌스는 잭에게 학교에 갈 것을 제안하고, 잭의 부모님은 처음에는 학교가 잭에게 트라우마가 될 수 있다고 우려하여 거부하지만, 결국 동의한다.
잭이 처음 학교에 갔을 때, 대부분의 아이들은 그의 외모 때문에 그를 멀리한다. 그의 아버지는 잭이 친구들과 어울리는 데 도움이 되도록 농구 골대를 설치해 주며 격려한다. 어느 날, 루이라는 이름의 소년이 농구 경기에서 잭을 자신의 팀으로 뽑고, 그들은 불량배들을 상대로 승리한다. 방과 후, 루이는 엄마 돌로레스에게 벌을 받지 않기 위해 잭에게 교장 선생님인 척 해달라고 부탁한다. 그 후, 그들은 친구가 되고 루이는 잭을 다른 아이들과 함께 아지트로 초대하며, 결국 그들을 위해 성인 용품을 구해오도록 한다.
잭은 담임 선생님인 마르케스 선생님에게 첫눈에 반하지만, 그녀에게 거절당하자 깊이 슬퍼하며 계단을 내려가다 쓰러진다. 병원에서 잭은 심혈관 질환이 시작되었음이 밝혀지는데, 이는 그가 노화되고 있다는 신호이다. 부모님은 잭의 건강에 미칠 위험을 깨닫고 그를 학교에서 자퇴시키기로 결정하고, 잭은 이에 속상해한다.
잭은 집을 몰래 빠져나와 술집으로 가 술에 취해 폴리라는 남자와 친구가 되고 돌로레스에게 추파를 던지려고 한다. 하지만 싸움에 휘말려 둘 다 체포된다. 돌로레스는 잭의 보석금을 내주고 집에 데려다준 후 그를 위로한다. 잭은 방에 틀어박혀 몇 주 동안 나오지 않는다. 카렌은 잭이 자신의 삶의 연약함을 깨닫고 이제 다시 외부 세계와 마주하는 것을 두려워한다고 추측한다.
한편, 그의 친구들은 잭이 나와서 놀기를 바라며 계속 그의 집을 찾아오지만, 잭은 거부한다. 마침내 루이는 모든 반 친구들을 데려와 마당에서 하루 종일 놀며 잭을 집 밖으로 유인하는 데 성공한다. 다음 날, 잭은 학교로 돌아가기로 결심한다.
7년 후, 노인처럼 보이는 잭과 그의 네 명의 절친한 친구들은 고등학교 졸업식에 참석한다. 그는 졸업생 대표 연설을 통해 참석한 사람들에게 인생이 짧다는 것을 상기시키고, 동급생들에게 앞으로 나아갈 길에서 최선을 다하도록 격려한다.

## 출연
- 로빈 윌리엄스 - 잭 파우웰
- 브라이언 커윈 - 브라이언 파우웰
- 다이앤 레인 - 캐런 파우웰
- 제니퍼 로페스 - 엘레나 마르케스 선생님
- 빌 코스비 - 로렌스 우드로프
- 프랜 드레셔 - 돌로레스 "D.D." 두란테
- 애덤 졸로틴 - 루이 두란테
- 토드 보슬리 - 에디
- 세스 스미스 - 존존
- 마리오 예디디아 - 조지
- 마이클 매킨 - 폴리
- 앨런 리치 - 벤판트 의사
- 키온 용 - 린 박사
- 앨리슨 화이트벡 - 루시
- 드와이트 힉스 - 고등학교 교장 선생님
- 마크 코폴라 - 라디오 DJ
- 알 날반디안 - 맥기 교장 선생님